# Apsirto (hipiatra)

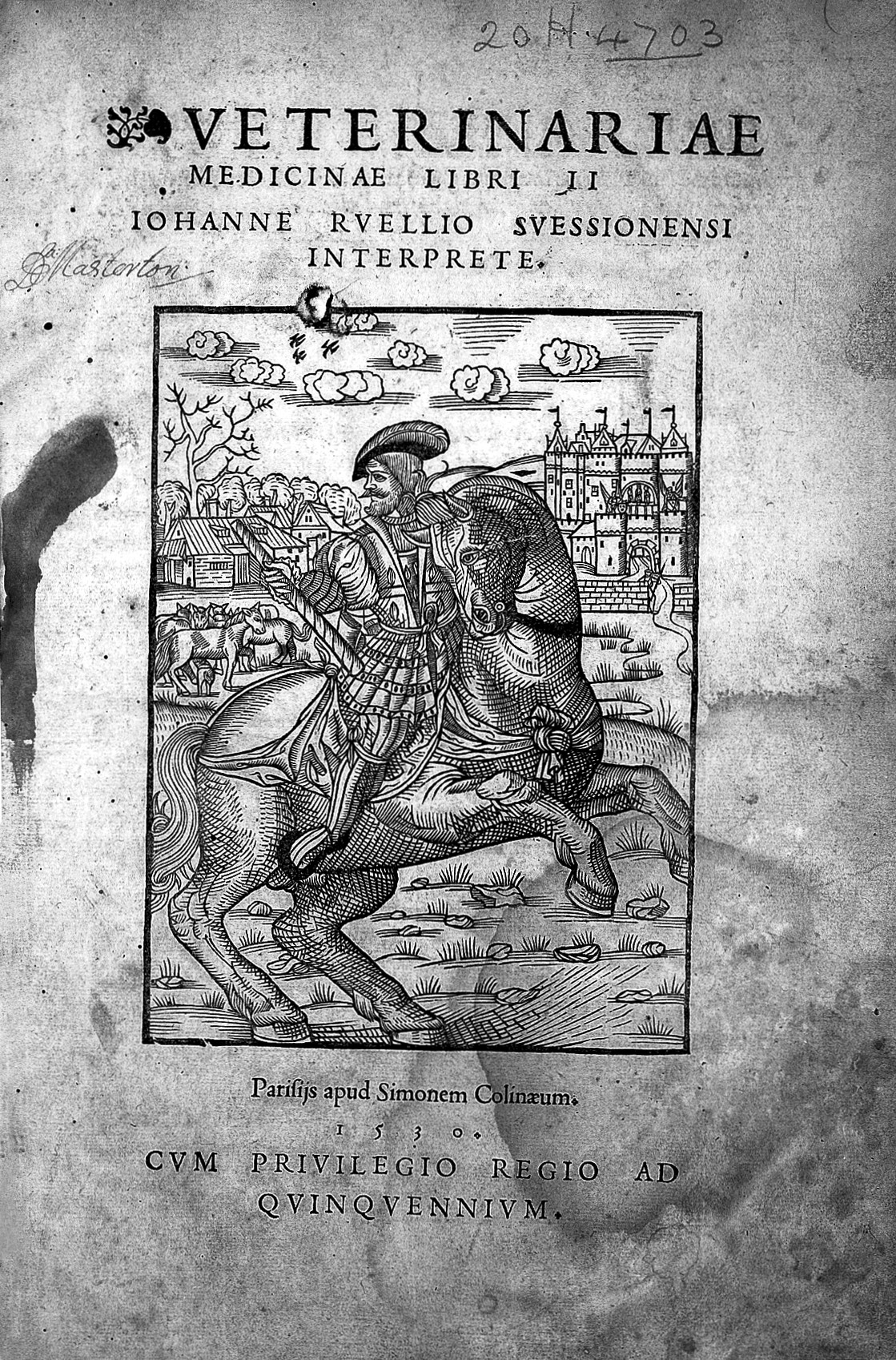
Veterinariae Medicinae, publicado por Jean Ruel, que contiene trabajos del hipiatra Apsirto.

Apsirto, en griego antiguo Ἄψυρτος, fue un hipiatra griego (veterinario de caballos). Nació en Prusa o en Nicomedia.
Es considerado por Moulé el más renombrado de los hipiatras griegos.
Vivió más probablemente en el siglo IV d. C., aunque hay autores que lo sitúan entre el siglo II y el IV d. C.

## Biografía
De la vida de Apsirto se tienen pocos datos.
Fue uno de los principales hipiatras (veterinarios) de entre los que quedan referencias. De acuerdo con la enciclopedia bizantina Suda y con el diccionario de historia y mitología de Eudoxia Macrembolitissa, Apsirto nació en Prusa (actual Turquía) o en Nicomedia (capital del reino de Bitinia).
Se sabe que sirvió a las órdenes de «Constantino», supuestamente Constantino el Grande, en su campaña del Danubio en el 296 d. C., si bien, algunos autores consideran que se refiere a Constantino IV, hacia 670 d. C.
Apsirto es uno de los veterinarios más antiguos conocidos.

## Obra
La mayor parte de los textos que nos han llegado de Apsirto son cartas dirigidas a hipiatras, entre otras personas. Los temas son variados, desde enfermedades a técnicas médicas, recetas y doma. Como muestras de la variedad de temas tratados por Apsirto, Mañé y Vives citan dos sobre los ojos: De la herida profunda de los ojos y Del que tiene los ojos de distinto color y del careto; N.C. por su parte cita  las causas del muermo y de enfermedades análogas.
Apsirto describió, también como ejemplo, el caballo de Tesalia, región de la que, según él, proviene la mejor raza equina por su altura, prestancia y cuello.
Escribió dos libros de hipiatría que fueron posteriormente muy utilizados y que fueron parcialmente traducidos al latín hablado a finales del siglo IV d. C. 
y publicados en el libro Mulomedicina, probablemente de Claudio Ermerote, también a finales del siglo IV d. C.
Sus escritos aparecen en el Veterinariae Medicinae Libri Duo, inicialmente publicando en latín por Jean Ruel. En 1564, Alonso Suárez publicó en Toledo una traducción al español de la Hipiátrica, a partir de la edición latina de Ruel, obra que fue utilizada por los albéitares españoles hasta el siglo XVIII. Más tarde fue publicado en griego por Simon Grynaeus. En el siglo XVIII, Christian Konrad Sprengel publicó un trabajo corto titulado Programma de Apsyrto Bithynio.